# Jean Papire Masson
Jean Papire Masson, Jean Papyre Masson, Johannis Papirii Massonis (1544–1611) là một nhà lịch sử học, nhà địa lý học, nhà phê bình văn học, nhà luật học người Pháp.